# Kretahavet

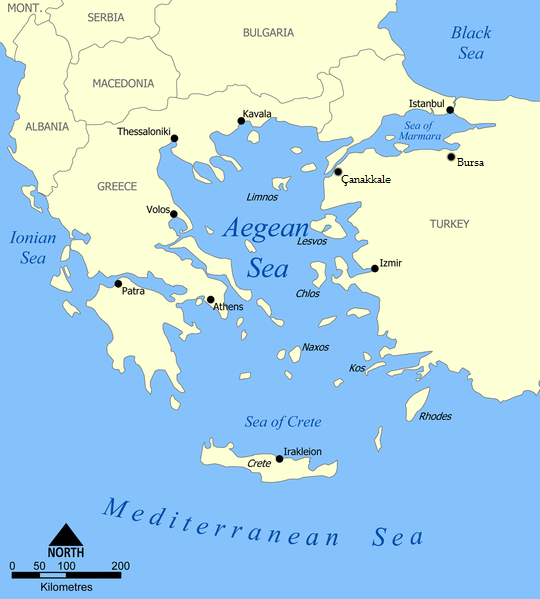
Karta över Kretahavet.

Kretahavet (grekiska: Κρητικό Πέλαγος, Kritiko Pelagos) är den sydligaste delen av Egeiska havet, norr om ön Kreta och söder om Kykladerna. Havet sträcker sig också från Kythera österut till Dodekanisos i Karpathos och Kasos. Det gränsar i väster till Joniska havet, liksom resten av Medelhavet. Färjelinjer till och från Pireus, samt de södra öarna i Egeiska havet och Dodekanisos, körs i detta område.

## Hamnstäder
- Kastelli-Kissamos, sydväst
- Chania, sydväst
- Souda, syd-sydväst
- Rethymno, syd
- Heraklion, syd
- Agios Nikolaos, sydost
- Sitia, sydost
- Kassos (Fry), sydost
- Anafi, nordost
- Thira, norr

## Bukter
- Chaniabukten, syd
- Soudabukten, sydost
- Almyrosbukten, syd
- Mirabellobukten, sydost